# FEDA (Albacete)
La Confederación de Empresarios de Albacete, más conocida como FEDA, es la organización que representa a los empresarios de Albacete y su provincia. Tiene su sede en la ciudad española de Albacete.
Fue constituida en 1977. Cuenta con más de 10.000 empresas asociadas y 101 organizaciones sectoriales integradas en todos los sectores, clasificados de la siguiente forma: comercio, construcción, transportes, industria, metal, agricultura y servicios.
FEDA ejerce la representación de los empresarios de Albacete ante las administraciones central, autonómica y local (provincial). En su seno tienen lugar, además de las funciones propias de una organización patronal, jornadas informativas, difusión de publicaciones o actividades formativas.
Son órganos de gobierno de FEDA el Comité Ejecutivo y la Asamblea General. Además de su sede central en Albacete, cuenta con delegaciones en las principales ciudades de la provincia de Albacete: Almansa, Caudete, Hellín, La Roda y Villarrobledo. Su actual presidente es Artemio Pérez.
FEDA es miembro asociado de las organizaciones empresariales CEOE y CEPYME a nivel nacional, y de CECAM en Castilla-La Mancha.